# Aelbert Jacobsz. Cuyp
Aelbert Jacobsz. Cuyp (* in Dordrecht, getauft Ende Oktober 1620; † ebenda, begraben 15. November 1691) war einer der bedeutendsten niederländischen Landschaftsmaler des 17. Jahrhunderts.

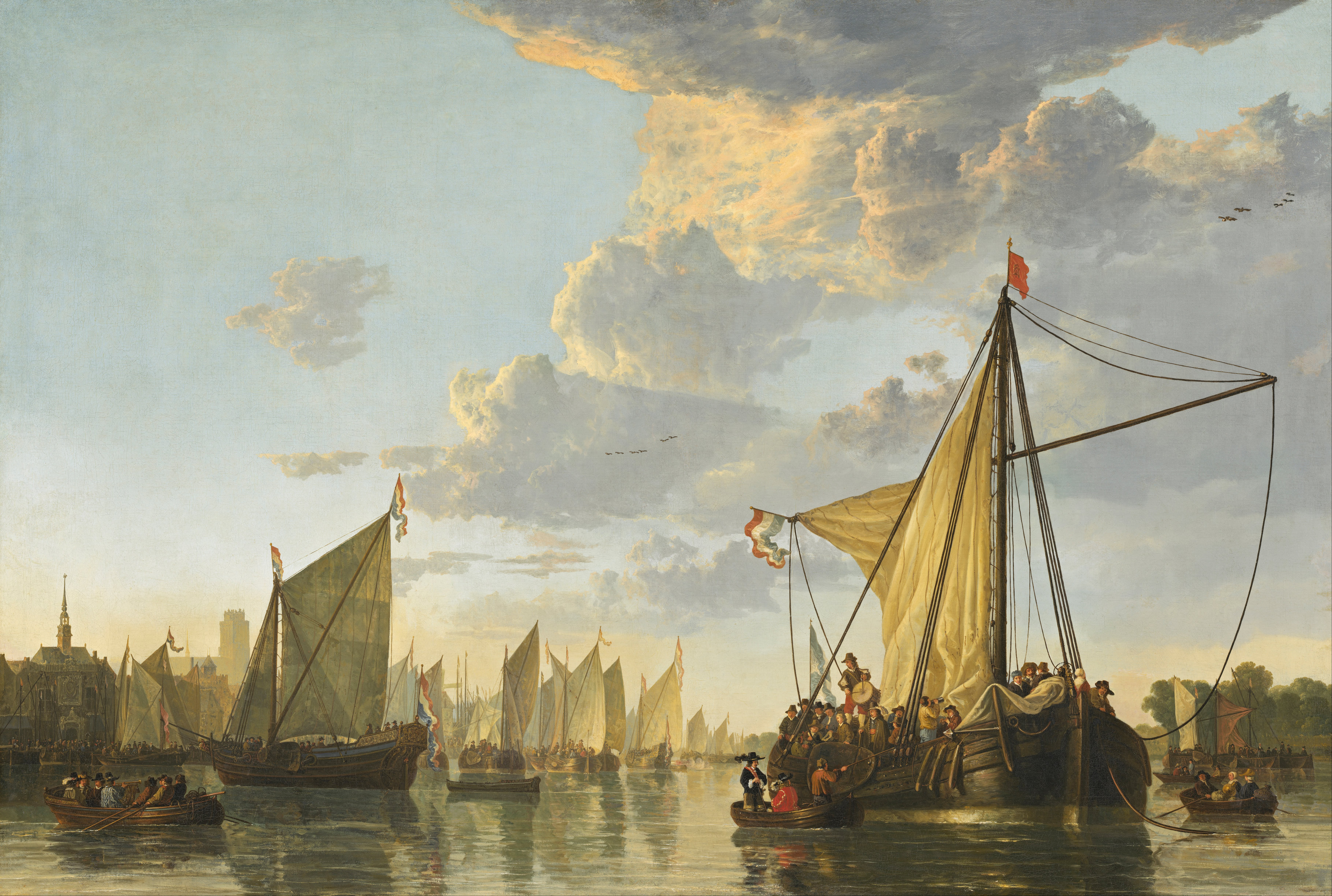
Hafen von Dordrecht

## Leben
Aelbert war der einzige Sohn des Malers Jacob Gerritsz. Cuyp (1594–1652) und wurde zum bekanntesten Vertreter der Dordrechter Maler-Familie Cuyp, zu der auch der Halbbruder Jacobs, Benjamin Gerritsz. Cuyp (1612–1652) gehörte. Unterrichtet wurde Aelbert sicherlich von seinem Vater, von einer Ausbildung bei einem auswärtigen Lehrer und einem Eintritt in eine örtliche Malergilde ist nichts bekannt. Zunächst wirkte Aelbert an Gemälden seines Vaters mit, wobei er hauptsächlich die Landschaftshintergründe in einigen Familienporträts malte. Um 1642 unternahm er eine erste größere Reise durch Holland und entlang des Rheins. Seine zweite Reise 1652 führte ihn wiederum an Rhein und Waal entlang nach Rhenen und Nijmegen (deutsch Nimwegen), von dort weiter bis nach Kleve, Elten und Emmerich. Auf beiden Reisen fertigte er zahlreiche Zeichnungen an, die später die Grundlage vieler seiner Landschaftsgemälde bildeten. Nach ihm ist die Albert Cuyp-Straat und der Albert Cuyp-Markt in Amsterdam benannt.
Aelberts frühe Landschaften stehen deutlich unter dem Einfluss von Jan van Goyen, Salomon van Ruysdael und Herman Saftleven II, auch wenn er seine Lichtwidergabe etwas heller und kontrastreicher gestaltete und mit der Darstellung von Vieh, Hirten und Fischern stärkere figürliche Akzente setzte. Mit van Goyen stand er vermutlich während dessen wiederholten Besuchen in Dordrecht auch in persönlichem Kontakt.
Um 1645 wandelt sich die bis dahin eher gedämpfte Atmosphäre seiner Landschaftsdarstellungen hin zu südlich durchsonnten Bildern, deren kräftigeres Licht auch stärkere Farben hervorrief. Bestimmend für diese Wandlung war vor allem der Einfluss Jan Boths, der 1641 aus Italien nach Utrecht zurückgekehrt war und nun in seinen Bildern eine mediterran anmutende, auch von Claude Lorrain bestimmte Landschaftskunst pflegte. Aelbert könnte Jan Both auf seiner ersten Hollandreise, die ihn auch nach Utrecht führte, persönlich getroffen haben. Allerdings verwendete er typisch italienische Motive, wie Ruinen oder Felslandschaften, nur sehr selten. Vielmehr tauchte er heimische Flusslandschaften in das goldene, südländische Licht einer späten Nachmittags- oder Abendstunde und erreichte eine Harmonie, in der die gegenständliche Form zwar vom Licht und der Atmosphäre bestimmt erscheint, sich jedoch im Gegensatz zu früher eher formauflösenden Tendenzen kräftig zu behaupten vermag. Mit diesem Stil schuf Aelbert Cuyp einen Höhepunkt in der Entwicklung der holländischen Landschaftsmalerei.
Neben den für Aelbert typischen Darstellungen von die Szene dominierenden Kühen mit Hirten oder auch verschiedenen Stillleben finden sich in seinen späteren Werken zahlreiche Reiterszenen, oft an holländischen Flusslandschaften, aber auch einige Reiterporträts, so das von Pieter de Roovere (c. 1652, Den Haag, Mauritshuis) oder von Michiel und Cornelis Pompe van Meerdervoort mit ihrem Reitlehrer und Kutscher (c. 1652-3, New York, Metropolitan Museum). Zu Aelberts bekanntesten Bildern zählen aber wohl die Darstellungen seiner Heimatstadt Dordrecht aus unterschiedlichen Blickwinkeln ebenso wie die verschiedenen Ansichten der Stadt Nijmegen, besonders der mittelalterlichen Zitadelle Valkhof, die zu jener Zeit als vermutlicher Sitz von Claudius Civilis, dem Anführer des Aufstands der Bataver gegen die römische Oberherrschaft im Jahre 69 n. Chr., große Popularität durch die patriotischen Assoziationen in der Bevölkerung der jungen, unabhängigen Holländischen Republik erfuhr.
Durch Aelberts Heirat 1658 mit Cornelia Boschman, der Witwe des Regenten Johan van den Corput, gelangte er zu Wohlstand und rasch wachsender sozialer Bedeutung, verbunden mit der Bekleidung zahlreicher Ehrenämter, so als Diakon (1660) und Ältester (1672) der Reformierten Kirche in Dordrecht bis hin zum Mitglied des Hohen Gerichtshofes von Süd-Holland (1679). Die Ausübung dieser Ämter brachte seine malerischen Aktivitäten allerdings nach und nach zum Erliegen.
Zeit seines Lebens war Aelbert Cuyp außerhalb Dordrechts fast unbekannt. Seine Malweise wurde zunächst von den Brüdern Abraham (1642–1722) und Barent van Calraet (1650–1737) fortgesetzt – oft in so enger Anlehnung, dass, auch aufgrund der gleichen Signierung A.C., einige Werke Abraham van Calraets irrtümlich Aelbert Cuyp zugeschrieben wurden. Beide Brüder müssen auf jeden Fall gut bekannt mit Aelbert gewesen sein, und es wird angenommen, dass einer von ihnen auch sein Schüler war. Obwohl um 1750 einige Cuyp zugeschriebene Gemälde auf Auktionen in den Niederlanden und London erschienen, fand sein Werk bis zum Ende des 18. Jahrhunderts kaum Aufmerksamkeit. Dies änderte sich jedoch schlagartig, als in einem Verkaufskatalog von 1774 Aelbert Cuyp als gleichrangig mit Claude Lorrain bezeichnet wurde. Von da an erschienen seine bzw. ihm zugeschriebene Werke häufig in den Auktionskatalogen und erzielten hohe Preise. Es entstanden zahlreiche Imitationen und Kopien seiner Bilder. Besonders in England wurde Cuyp hoch geschätzt, vor allem von seinen Malerkollegen William Turner und John Constable, die einiges aus seinen Bildern übernahmen. So finden sich Cuyps Werke noch heute überwiegend in englischen Sammlungen, während sie in niederländischen Museen nur wenig vertreten sind.

## Werke

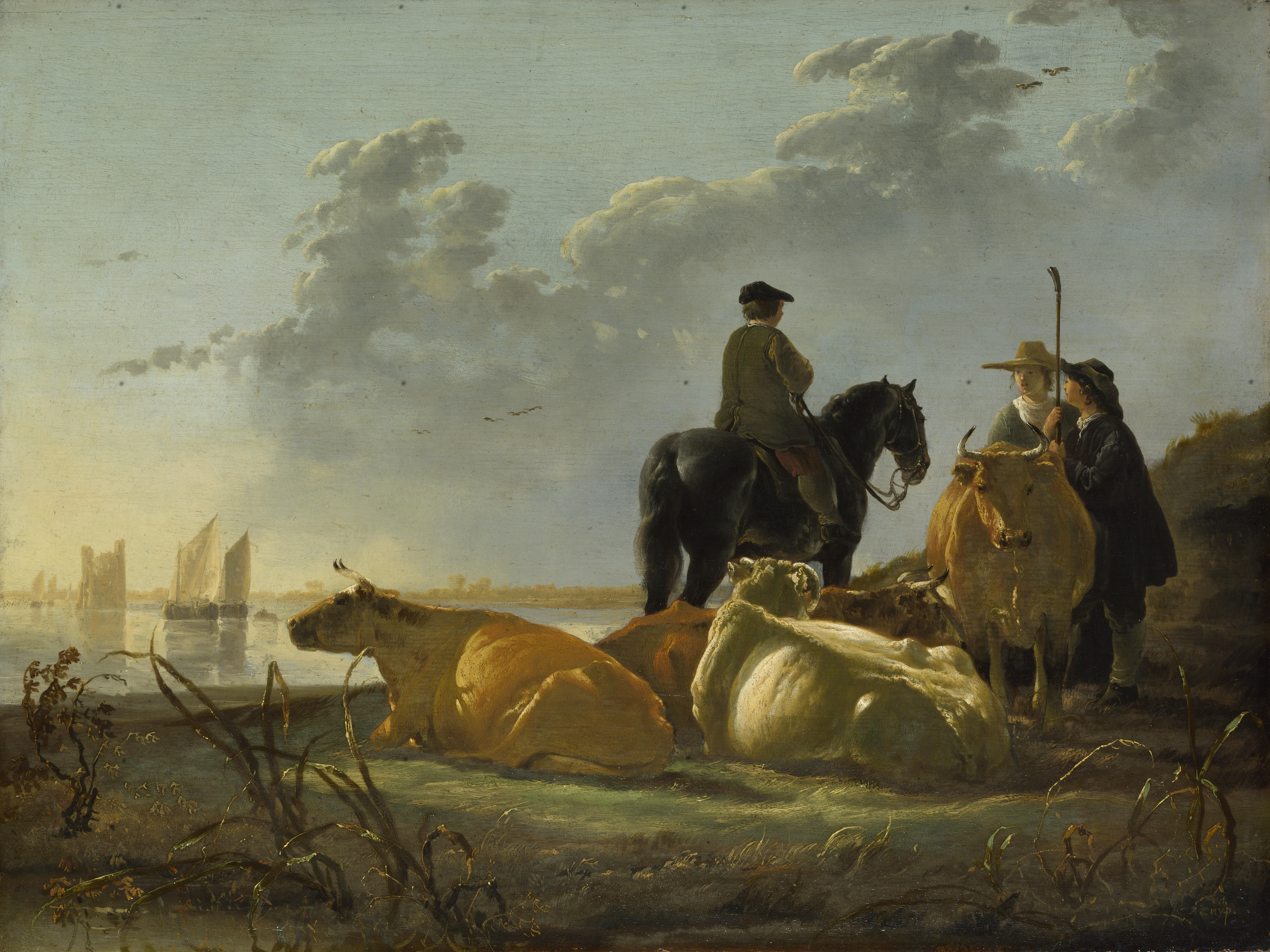
Viehweide

### Nationalgalerie London
- Hirt mit Kühen an einen Fluss, 1650, Öl auf Leinwand
- Fluss-Landschaft, 1655–60, Öl auf Leinwand, 123 × 241 cm
- Bauern mit vier Kühen am Fluss Merwede, Öl auf Holz, 38 × 50 cm

### Eremitage St. Petersburg
- Landschaft, 1640, Wasserfarben, 193 × 311 mm
- Die Milchmagd, 1650, Öl auf Leinwand, 106 × 172 cm

### Verschiedene Museen

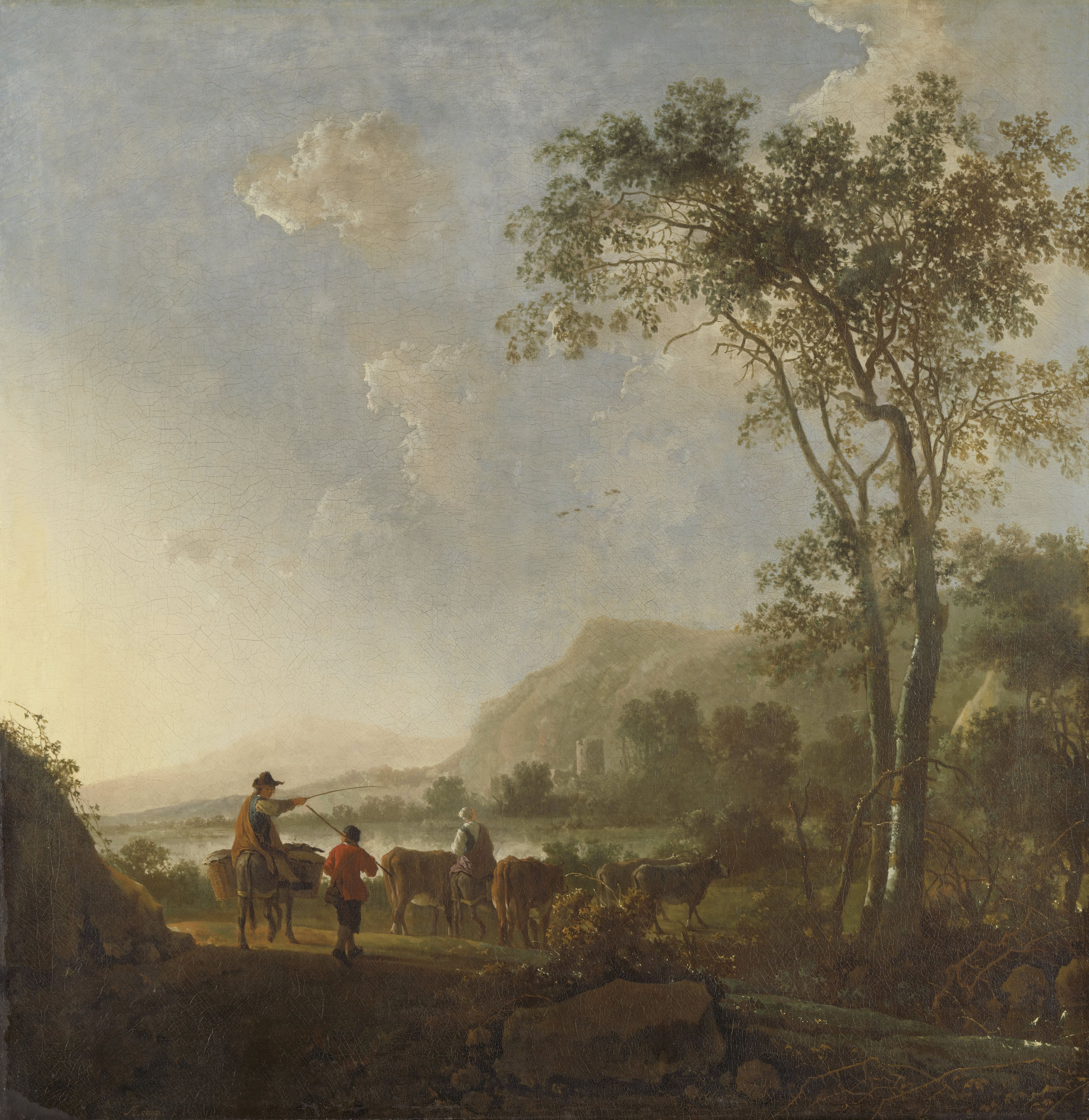
Bergige Landschaft

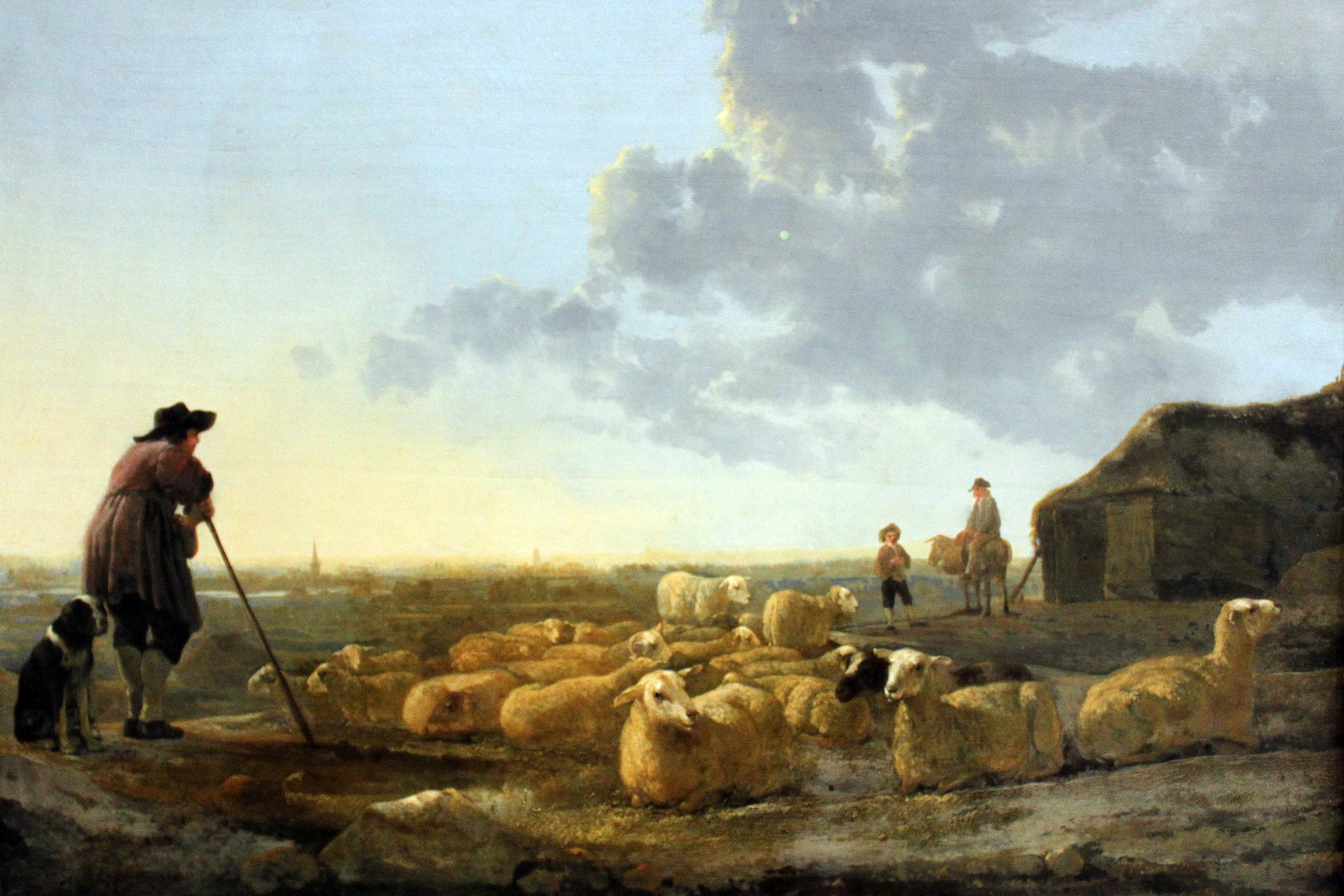
Schafherde auf der Weide, 1650 Städelsches Kunstinstitut

- Landschaft nahe Rhenen, 1650–55, Öl auf Leinwand, 170 × 229 cm, Musée du Louvre, Paris
- Kühe am Wasser, 59 × 74 cm, Museum der Schönen Künste, Budapest
- Abendlandschaft mit Reitern und Schäfer, 1655–60, Öl auf Leinwand, Königliche Sammlung, Windsor
- Das Fährschiff, 1652–55, Öl auf Holz, 72 × 90 cm, Wallace Sammlung, London
- Die Allee von Meerdervoort, 1650–52, Öl auf Holz, 70 × 99 cm, Wallace Sammlung, London
- Große Flusslandschaft mit Reiter, Öl auf Leinwand, Rijksmuseum, Amsterdam
- Flussszene mit melkender Frau, c. 1646, Öl auf Holz, 48,3 × 74,6 cm, Staatliche Kunsthalle, Karlsruhe
- Flussufer mit Kühen, c. 1650, Öl auf Leinwand, Museum Boijmans-van Beuningen, Rotterdam
- Schafherde auf der Weide, 1650, Städelsches Kunstinstitut
- Eine Straße in der Nähe von einem Fluss, Öl auf Leinwand, Dulwich Bildergalerie, London
- Geflügel Öl auf Eiche-Tafel, 44,5 × 54,5 cm, Groeninge Museum, Brügge
- Graues Pferd in einer Landschaft, Öl auf Leinwand, Museum Boijmans-van Beuningen, Rotterdam
- Hirten mit Kühen, Öl auf Leinwand, 101,4 × 145,8 cm, Dulwich Bildergalerie, London
- Fischerboote bei Mondschein, c. 1650, Öl auf Holz, Wallraf-Richartz-Museum, Köln
- Der Neger-Page, c. 1652, Öl auf Leinwand, 142,8 × 226,7 cm, Königliche Sammlung, Windsor